# Binovce
Binovce (cirill betűkkel Биновце) egy falu Szerbiában, a Pcsinyai körzetben, Surdulica községben.

## Népesség
- 1948-ban 598 lakosa volt.
- 1953-ban 627 lakosa volt.
- 1961-ben 673 lakosa volt.
- 1971-ben 690 lakosa volt.
- 1981-ben 646 lakosa volt.
- 1991-ben 603 lakosa volt
- 2002-ben 553 lakosa volt,[1] akik közül 274 szerb (49,54%), 267 cigány (48,28%), 1 macedón, 1 ismeretlen.[2]